# Jōban-Linie
| E531 auf der Jōban-Linie |                                                |                                                     |                                                     |
| |                                                |                                                     |                                                     |
| Streckenlänge: | 350,4 km                                       |                                                     |                                                     |
| Spurweite: | 1067 mm (Kapspur)                              |                                                     |                                                     |
| Stromsystem: | (Tokio–)Ueno–Toride: 1500 V =                  |                                                     |                                                     |
| Stromsystem: | Fujishiro–Iwanuma(–Sendai): 20.000 V / 50 Hz ~ |                                                     |                                                     |
| Streckengeschwindigkeit: | 130 km/h                                       |                                                     |                                                     |
| |                                                |                                                     |                                                     |
| \| \| \| von Tokio 東京 \| \| \| \| 3,6 \| Ueno 上野駅 \| Ueno 上野駅 \| \| \| \| \| \| \| \| \| \| \| \| \| 5,8 \| Nippori 日暮里駅 \| Nippori 日暮里駅 \| \| \| \| Tōhoku-Shinkansen nach Aomori \| \| \| \| \| Tōhoku-Hauptlinie nach Aomori \| \| \| \| \| Keisei Narita-Flughafenlinie \| \| \| \| \| Nippori-Toneri Liner \| \| \| \| \| Güterbahnhof Tabata \| \| \| \| 7,0 \| Mikawashima 三河島駅 \| Mikawashima 三河島駅 \| \| \| \| \| \| \| \| \| Hibiya-Linie von Akihabara \| \| \| \| \| Tsukuba-Express von Akihabara \| \| \| \| \| Güterbahnhof Sumidagawa 隅田川うぇき \| \| \| \| 9,2 \| Minami-Senju 南千住 \| Minami-Senju 南千住 \| \| \| \| \| \| \| \| \| U-Bahn Betriebswerkstatt Senju \| \| \| \| \| Sumida 120 m \| \| \| \| \| Keisei Narita-Flughafenlinie \| \| \| \| \| Tobu-Skytree-Linie von Asakusa \| \| \| \| \| Chiyoda-Linie von Yoyogi-Uehara \| \| \| \| 11,0 \| Kita-Senju 北千住 (Ende Jōban-Nahverkehr) \| Kita-Senju 北千住 (Ende Jōban-Nahverkehr) \| \| \| \| \| \| \| \| \| Arakawa 450 m \| \| \| \| \| \| \| \| \| \| Tobu-Skytree-Linie nach Miyashiro \| \| \| \| \| Tsukuba-Express nach Tsukuba \| \| \| \| \| Ayasegawa \| \| \| \| 13,5 \| Ayase 綾瀬 \| Ayase 綾瀬 \| \| \| \| Chiyoda-Linie nach Kita-Ayase \| \| \| \| 15,7 \| Kameari 亀有 \| Kameari 亀有 \| \| \| \| Shin-Nakagawa \| \| \| \| \| Shinkin-Güterbahn nach Shinkoiwa \| \| \| \| 17,6 \| Kanamachi 金町 Keisei Kanamachi-Linie nach Takasago \| Kanamachi 金町 Keisei Kanamachi-Linie nach Takasago \| \| \| \| Edo, Grenze Tokio/Chiba \| \| \| \| \| Fahrzeugunterhalt Matsudo \| \| \| \| 21,5 \| Matsudo 松戸 \| Matsudo 松戸 \| \| \| \| Shin-Keisei-Linie nach Shin-Tsudanuma \| \| \| \| 23,6 \| Kita-Matsudo 北松戸 \| Kita-Matsudo 北松戸 \| \| \| 24,9 \| Mabashi 馬橋 \| Mabashi 馬橋 \| \| \| \| Nagayarema-Linie nach Nagareyama \| \| \| \| \| JR East Musashino-Linie nach Fuchū \| \| \| \| 26,5 \| Shin-Matsudo 新松戸 JR East Musashino-Linie \| Shin-Matsudo 新松戸 JR East Musashino-Linie \| \| \| \| JR East Musashino-Linie nach Fuchū \| \| \| \| 27,8 \| Kita-Kogane 北小金 \| Kita-Kogane 北小金 \| \| \| 30,3 \| Minami-Kashiwa 南柏 \| Minami-Kashiwa 南柏 \| \| \| \| Tobu Urban Park Line nach Ōmiya \| \| \| \| \| Tobu Urban Park Line nach Funabashi \| \| \| \| 32,7 \| Kashiwa 柏 \| Kashiwa 柏 \| \| \| \| Ohori \| \| \| \| 35,0 \| Kita-Kashiwa 北柏 \| Kita-Kashiwa 北柏 \| \| \| 37,1 \| Abiko 我孫子 \| Abiko 我孫子 \| \| \| \| JR East Narita-Linie nach Narita \| \| \| \| \| \| \| \| \| \| Abstellanlage Jōban-Nahverkehr \| \| \| \| 39,8 \| Tennōdai 天王台 \| Tennōdai 天王台 \| \| \| \| Tone, Grenze Chiba/Ibaraki \| \| \| \| 43,2 \| Toride 取手 \| Toride 取手 \| \| \| \| Jōsō-Linie nach Shimodate \| \| \| \| \| ↑ 1500 V Gleichstrom \| \| \| \| \| Systemwechselstelle \| \| \| \| \| ↓ 20.000 V 50 Hz Wechselstrom \| \| \| \| 49,2 \| Fujishiro 藤代 \| Fujishiro 藤代 \| \| \| \| Kleine Beichuan \| \| \| \| \| Yatagawa von Ushiku-Sumpf \| \| \| \| \| Ryūgasaki-Line nach Ryūgasaki \| \| \| \| 51,3 \| Sanuki 佐貫 \| Sanuki 佐貫 \| \| \| 56,4 \| Ushiku 牛久 \| Ushiku 牛久 \| \| \| 60,3 \| Hitachino-Ushiku ひたち野うしく \| Hitachino-Ushiku ひたち野うしく \| \| \| 63,0 \| Arakawaoki 荒川沖 \| Arakawaoki 荒川沖 \| \| \| \| Sakuragawa 120 m zum Kasumigaura \| \| \| \| 69,6 \| Tsuchiura 土浦 \| Tsuchiura 土浦 \| \| \| \| Shinkawa zum Kasumigaura \| \| \| \| 75,7 \| Kandatsu 神立 \| Kandatsu 神立 \| \| \| \| Koisegawa 150 m zum Kasumigaura \| \| \| \| 82,2 \| Takahama 高浜 \| Takahama 高浜 \| \| \| 85,8 \| Ishioka 石岡 \| Ishioka 石岡 \| \| \| 92,3 \| Hatori 羽鳥 \| Hatori 羽鳥 \| \| \| 97,7 \| Iwama 岩間 \| Iwama 岩間 \| \| \| \| Mito-Linie nach Oyama \| \| \| \| 104,6 \| Tomobe 友部 \| Tomobe 友部 \| \| \| \| Abstellfeld \| \| \| \| 109.3 \| Uchihara 内原 \| Uchihara 内原 \| \| \| 115.1 \| Akatsuka 赤塚 \| Akatsuka 赤塚 \| \| \| 119.2 \| Kairakuen 偕楽園 \| Kairakuen 偕楽園 \| \| \| 121.1 \| Mito 水戸 \| Mito 水戸 \| \| \| \| Suigun-Linie nach Kamisugaya \| \| \| \| \| Ōarai–Kashima-Linie nach Kashima \| \| \| \| \| Nakagawa 430 m \| \| \| \| 126.9 \| Katsuta 勝田 Minato-Bahn nach Ajigaura \| Katsuta 勝田 Minato-Bahn nach Ajigaura \| \| \| 131.1 \| Sawa 佐和 \| Sawa 佐和 \| \| \| 135.8 \| Tōkai 東海 \| Tōkai 東海 \| \| \| \| Kuji-Fluss \| \| \| \| \| Momiya-Fluss \| \| \| \| 143.2 \| Ōmika 大甕 \| Ōmika 大甕 \| \| \| 147.8 \| Hitachi-Taga 常陸多賀 \| Hitachi-Taga 常陸多賀 \| \| \| 152.7 \| Hitachi 日立 \| Hitachi 日立 \| \| \| 158.2 \| Ogitsu 小木津 \| Ogitsu 小木津 \| \| \| 162.4 \| Jūō 十王 \| Jūō 十王 \| \| \| \| Hananukigawa \| \| \| \| 168.3 \| Takahagi 高萩 \| Takahagi 高萩 \| \| \| 172,8 \| Minami-Nakagō 南中郷 \| Minami-Nakagō 南中郷 \| \| \| \| Okitagawa \| \| \| \| 177,4 \| Isohara 磯原 \| Isohara 磯原 \| \| \| 184,5 \| Ōtsukō 大津港 \| Ōtsukō 大津港 \| \| \| \| Grenze Ibaraki/Fukushima \| \| \| \| 189,0 \| Nakoso 勿来 \| Nakoso 勿来 \| \| \| \| Samegawa \| \| \| \| 193,6 \| Ueda 植田 \| Ueda 植田 \| \| \| 200,8 \| Izumi 泉 \| Izumi 泉 \| \| \| \| \| \| \| \| \| Ena-Eisenbahn zum Hafen Onahama \| \| \| \| 207,3 \| Yumoto 湯本 \| Yumoto 湯本 \| \| \| 210,8 \| Uchigō 内郷 \| Uchigō 内郷 \| \| \| \| Ban’etsu-Ostlinie nach Koriyama \| \| \| \| 215,2 \| Iwaki いわき \| Iwaki いわき \| \| \| \| Natsuigawa \| \| \| \| 220,6 \| Kusano 草野 \| Kusano 草野 \| \| \| 225 \| Yotsukura 四ツ倉 \| Yotsukura 四ツ倉 \| \| \| 229,8 \| Hisanohama 久ノ浜 \| Hisanohama 久ノ浜 \| \| \| 233,4 \| Suetsugi 末続 \| Suetsugi 末続 \| \| \| 238,2 \| Hirono 広野 \| Hirono 広野 \| \| \| 243,6 \| Kido 木戸 \| Kido 木戸 \| \| \| 246,7 \| Tatsuta 竜田 \| Tatsuta 竜田 \| \| \| 253,6 \| Tomioka 富岡 \| Tomioka 富岡 \| \| \| 258,8 \| Yonomori 夜ノ森 \| Yonomori 夜ノ森 \| \| \| 263,7 \| Ōno 大野 \| Ōno 大野 \| \| \| \| Maedagawa 105 m \| \| \| \| 269,5 \| Futaba 双葉 \| Futaba 双葉 \| \| \| 274,4 \| Namie 浪江 \| Namie 浪江 \| \| \| 279,3 \| Momouchi 桃内 \| Momouchi 桃内 \| \| \| 283,3 \| Odaka 小高 \| Odaka 小高 \| \| \| 288,2 \| Iwaki-Ōta 磐城太田 \| Iwaki-Ōta 磐城太田 \| \| \| 292,7 \| Haranomachi 原ノ町 \| Haranomachi 原ノ町 \| \| \| \| Tagawa \| \| \| \| \| Mano-Fluss \| \| \| \| 300,2 \| Kashima 鹿島 \| Kashima 鹿島 \| \| \| 306,9 \| Nittaki 日立木 \| Nittaki 日立木 \| \| \| 312,8 \| Sōma 相馬 \| Sōma 相馬 \| \| \| 317,2 \| Komagamine 駒ヶ嶺 \| Komagamine 駒ヶ嶺 \| \| \| 321,4 \| Shinchi 新地 \| Shinchi 新地 \| \| \| \| Grenze Fukushima/Miyagi \| \| \| \| 326,9 \| Sakamoto 坂元 \| Sakamoto 坂元 \| \| \| 331,8 \| Yamashita 山下 \| Yamashita 山下 \| \| \| 336,0 335,4 \| Hamayoshida 浜吉田 \| Hamayoshida 浜吉田 \| \| \| 340,4 \| Watari 亘理 \| Watari 亘理 \| \| \| 343,6 \| Ōkuma 逢隈 \| Ōkuma 逢隈 \| \| \| \| Abukama \| \| \| \| \| Tōhoku-Hauptlinie nach Tokio \| \| \| \| \| Anschlussgleis Nippon Paper Werk Iwanuma \| \| \| \| 348,9 \| Iwanuma 岩沼 \| Iwanuma 岩沼 \| \| \| 352,6 \| Tatekoshi 館腰 \| Tatekoshi 館腰 \| \| \| \| Flughafenbahn Sendai zum Flughafen Sendai \| \| \| \| 356,1 \| Natori 名取 \| Natori 名取 \| \| \| 358,8 \| Minami-Sendai 南仙台 \| Minami-Sendai 南仙台 \| \| \| \| Tōhoku-Shinkansen nach Tokio \| \| \| \| \| Natori-Fluss 600 m \| \| \| \| 361,0 \| Taishidō 太子堂 \| Taishidō 太子堂 \| \| \| 362,0 \| Nagamachi 長町 \| Nagamachi 長町 \| \| \| \| Hirose-Fluss \| \| \| \| \| Güterumgehungsbahn nach Higashi-Sendai \| \| \| \| 366,5 \| Sendai 仙台 \| Sendai 仙台 \| \| \| \| nach Aomori \| \| |                                                |                                                     |                                                     |
| Strecke (im Tunnel) · Strecke |                                                | von Tokio 東京                                      | von Tokio 東京                                      |
| | 3,6                                            | Ueno 上野駅                                         | Ueno 上野駅                                         |
| Strecke nach links (im Tunnel) · Kreuzung mit Tunnelstrecke · Strecke von rechts (im Tunnel) · Tunnelende |                                                |                                                     |                                                     |
| Strecke von links · Kreuzung · Kreuzung mit oberirdischer Strecke (im Tunnel) · Strecke nach rechts |                                                |                                                     |                                                     |
| Strecke | 5,8                                            | Nippori 日暮里駅                                    | Nippori 日暮里駅                                    |
| Strecke · Strecke · Strecke · Strecke nach links |                                                | Tōhoku-Shinkansen nach Aomori                       | Tōhoku-Shinkansen nach Aomori                       |
| Strecke · Strecke · Abzweig geradeaus und nach links |                                                | Tōhoku-Hauptlinie nach Aomori                       | Tōhoku-Hauptlinie nach Aomori                       |
| Strecke · Strecke nach links · Kreuzung |                                                | Keisei Narita-Flughafenlinie                        | Keisei Narita-Flughafenlinie                        |
| Strecke nach links · Strecke quer · Kreuzung |                                                | Nippori-Toneri Liner                                | Nippori-Toneri Liner                                |
| Abzweig geradeaus und von links |                                                | Güterbahnhof Tabata                                 | Güterbahnhof Tabata                                 |
| Bahnhof Anfang Hochstrecke | 7,0                                            | Mikawashima 三河島駅                                | Mikawashima 三河島駅                                |
| Strecke nach links · Strecke quer · Strecke von rechts |                                                |                                                     |                                                     |
| U-Bahn-Strecke quer (im Tunnel) · U-Bahn-Strecke Anfang Hochstrecke und quer · U-Bahn-Strecke von rechts · Strecke |                                                | Hibiya-Linie von Akihabara                          | Hibiya-Linie von Akihabara                          |
| Strecke quer (im Tunnel) · Strecke quer (im Tunnel) · U-Bahn-Kreuzung mit Eisenbahn mit Tunnelstrecke · Strecke von rechts (im Tunnel) · Strecke |                                                | Tsukuba-Express von Akihabara                       | Tsukuba-Express von Akihabara                       |
| Betriebs-/Güterbahnhof Streckenanfang und quer · Abzweig quer und von links · U-Bahn-Kreuzung mit Eisenbahn · Kreuzung mit oberirdischer Strecke (im Tunnel) · Abzweig geradeaus und nach rechts |                                                | Güterbahnhof Sumidagawa 隅田川うぇき                | Güterbahnhof Sumidagawa 隅田川うぇき                |
| Strecke | 9,2                                            | Minami-Senju 南千住                                 | Minami-Senju 南千住                                 |
| Strecke nach links · U-Bahn-Kreuzung mit Eisenbahn · Kreuzung mit oberirdischer Strecke (im Tunnel) · Abzweig geradeaus und von rechts |                                                |                                                     |                                                     |
| U-Bahn-Betriebs-/Güterbahnhof Streckenanfang und quer · U-Bahn-Strecke Anfang Hochstrecke und quer · U-Bahn-Abzweig geradeaus und nach rechts · Tunnelende · Strecke |                                                | U-Bahn Betriebswerkstatt Senju                      | U-Bahn Betriebswerkstatt Senju                      |
| Brücke über Wasserlauf |                                                | Sumida 120 m                                        | Sumida 120 m                                        |
| Strecke quer · U-Bahn-Kreuzung mit Eisenbahn links · Kreuzung · Kreuzung |                                                | Keisei Narita-Flughafenlinie                        | Keisei Narita-Flughafenlinie                        |
| Strecke von rechts · U-Bahn-Strecke von links · Strecke nach rechts und von links · Strecke nach rechts und von links · Strecke nach rechts |                                                | Tobu-Skytree-Linie von Asakusa                      | Tobu-Skytree-Linie von Asakusa                      |
| Strecke · U-Bahn-Strecke Anfang Hochstrecke · Strecke Anfang Hochstrecke · Strecke · U-Bahn-Strecke von links (im Tunnel) |                                                | Chiyoda-Linie von Yoyogi-Uehara                     | Chiyoda-Linie von Yoyogi-Uehara                     |
| | 11,0                                           | Kita-Senju 北千住 (Ende Jōban-Nahverkehr)           | Kita-Senju 北千住 (Ende Jōban-Nahverkehr)           |
| Strecke nach links · Abzweig geradeaus und von rechts · Strecke · Strecke Anfang Hochstrecke · U-Bahn-Tunnelende |                                                |                                                     |                                                     |
| |                                                | Arakawa 450 m                                       |                                                     |
| Strecke · Tunnelanfang · Strecke Ende Hochstrecke · U-Bahn-Strecke Ende Hochstrecke |                                                |                                                     |                                                     |
| Strecke nach links · Kreuzung mit oberirdischer Strecke (im Tunnel) · Kreuzung · U-Bahn-Kreuzung mit Eisenbahn |                                                | Tobu-Skytree-Linie nach Miyashiro                   | Tobu-Skytree-Linie nach Miyashiro                   |
| Strecke nach links (im Tunnel) · Kreuzung mit Tunnelstrecke · U-Bahn-Kreuzung mit Eisenbahn mit Tunnelstrecke |                                                | Tsukuba-Express nach Tsukuba                        | Tsukuba-Express nach Tsukuba                        |
| Brücke über Wasserlauf · U-Bahn-Brücke über Wasserlauf |                                                | Ayasegawa                                           | Ayasegawa                                           |
| Strecke · U-Bahn-Bahnhof | 13,5                                           | Ayase 綾瀬                                          | Ayase 綾瀬                                          |
| Strecke · Abzweig mit U-Bahn geradeaus und nach links |                                                | Chiyoda-Linie nach Kita-Ayase                       | Chiyoda-Linie nach Kita-Ayase                       |
| Strecke · Haltepunkt / Haltestelle | 15,7                                           | Kameari 亀有                                        | Kameari 亀有                                        |
| Brücke über Wasserlauf · Brücke über Wasserlauf |                                                | Shin-Nakagawa                                       | Shin-Nakagawa                                       |
| Strecke quer · Abzweig geradeaus und von rechts · Strecke |                                                | Shinkin-Güterbahn nach Shinkoiwa                    | Shinkin-Güterbahn nach Shinkoiwa                    |
| Kopfbahnhof Streckenende und quer · Strecke · Bahnhof | 17,6                                           | Kanamachi 金町 Keisei Kanamachi-Linie nach Takasago | Kanamachi 金町 Keisei Kanamachi-Linie nach Takasago |
| Brücke über Wasserlauf · Brücke über Wasserlauf |                                                | Edo, Grenze Tokio/Chiba                             | Edo, Grenze Tokio/Chiba                             |
| Betriebs-/Güterbahnhof Streckenanfang und quer · Abzweig von links und von rechts · Kreuzung geradeaus unten · Strecke nach rechts |                                                | Fahrzeugunterhalt Matsudo                           | Fahrzeugunterhalt Matsudo                           |
| Kopfbahnhof Streckenanfang · Bahnhof · Bahnhof | 21,5                                           | Matsudo 松戸                                        | Matsudo 松戸                                        |
| Strecke nach rechts · Strecke · Strecke |                                                | Shin-Keisei-Linie nach Shin-Tsudanuma               | Shin-Keisei-Linie nach Shin-Tsudanuma               |
| Haltepunkt / Haltestelle · Strecke | 23,6                                           | Kita-Matsudo 北松戸                                 | Kita-Matsudo 北松戸                                 |
| Bahnhof · Bahnhof · Kopfbahnhof Streckenanfang | 24,9                                           | Mabashi 馬橋                                        | Mabashi 馬橋                                        |
| Strecke · Strecke · Strecke nach links |                                                | Nagayarema-Linie nach Nagareyama                    | Nagayarema-Linie nach Nagareyama                    |
| Strecke · Abzweig geradeaus und nach links |                                                | JR East Musashino-Linie nach Fuchū                  | JR East Musashino-Linie nach Fuchū                  |
| Turmbahnhof geradeaus unten · Kreuzung geradeaus unten | 26,5                                           | Shin-Matsudo 新松戸 JR East Musashino-Linie         | Shin-Matsudo 新松戸 JR East Musashino-Linie         |
| Strecke · Abzweig geradeaus und von links |                                                | JR East Musashino-Linie nach Fuchū                  | JR East Musashino-Linie nach Fuchū                  |
| Haltepunkt / Haltestelle · Strecke | 27,8                                           | Kita-Kogane 北小金                                  | Kita-Kogane 北小金                                  |
| Haltepunkt / Haltestelle · Strecke | 30,3                                           | Minami-Kashiwa 南柏                                 | Minami-Kashiwa 南柏                                 |
| Strecke quer · Kreuzung links · Kreuzung · Strecke von rechts |                                                | Tobu Urban Park Line nach Ōmiya                     | Tobu Urban Park Line nach Ōmiya                     |
| Strecke · Strecke · Abzweig geradeaus und von links |                                                | Tobu Urban Park Line nach Funabashi                 | Tobu Urban Park Line nach Funabashi                 |
| Bahnhof · Bahnhof · Kopfbahnhof Streckenende | 32,7                                           | Kashiwa 柏                                          | Kashiwa 柏                                          |
| Brücke über Wasserlauf · Brücke über Wasserlauf |                                                | Ohori                                               | Ohori                                               |
| Haltepunkt / Haltestelle · Strecke | 35,0                                           | Kita-Kashiwa 北柏                                   | Kita-Kashiwa 北柏                                   |
| Bahnhof · Bahnhof | 37,1                                           | Abiko 我孫子                                        | Abiko 我孫子                                        |
| Kreuzung geradeaus unten · Abzweig geradeaus und nach rechts |                                                | JR East Narita-Linie nach Narita                    | JR East Narita-Linie nach Narita                    |
| Abzweig geradeaus und nach halblinks · Abzweig geradeaus und nach halbrechts |                                                |                                                     |                                                     |
| Strecke · Betriebs-/Güterbahnhof Streckenende · Strecke |                                                | Abstellanlage Jōban-Nahverkehr                      | Abstellanlage Jōban-Nahverkehr                      |
| Bahnhof · Bahnhof | 39,8                                           | Tennōdai 天王台                                     | Tennōdai 天王台                                     |
| Brücke über Wasserlauf · Brücke über Wasserlauf |                                                | Tone, Grenze Chiba/Ibaraki                          | Tone, Grenze Chiba/Ibaraki                          |
| Bahnhof · Bahnhof · Kopfbahnhof Streckenanfang | 43,2                                           | Toride 取手                                         | Toride 取手                                         |
| Strecke · Strecke nach links |                                                | Jōsō-Linie nach Shimodate                           | Jōsō-Linie nach Shimodate                           |
| Strecke |                                                | ↑ 1500 V Gleichstrom                                | ↑ 1500 V Gleichstrom                                |
| Grenze |                                                | Systemwechselstelle                                 | Systemwechselstelle                                 |
| Strecke |                                                | ↓ 20.000 V 50 Hz Wechselstrom                       | ↓ 20.000 V 50 Hz Wechselstrom                       |
| Bahnhof | 49,2                                           | Fujishiro 藤代                                      | Fujishiro 藤代                                      |
| Brücke über Wasserlauf |                                                | Kleine Beichuan                                     | Kleine Beichuan                                     |
| Brücke über Wasserlauf |                                                | Yatagawa von Ushiku-Sumpf                           | Yatagawa von Ushiku-Sumpf                           |
| Strecke von rechts · Strecke |                                                | Ryūgasaki-Line nach Ryūgasaki                       | Ryūgasaki-Line nach Ryūgasaki                       |
| Kopfbahnhof Streckenende · Bahnhof | 51,3                                           | Sanuki 佐貫                                         | Sanuki 佐貫                                         |
| Bahnhof | 56,4                                           | Ushiku 牛久                                         | Ushiku 牛久                                         |
| Bahnhof | 60,3                                           | Hitachino-Ushiku ひたち野うしく                     | Hitachino-Ushiku ひたち野うしく                     |
| Bahnhof | 63,0                                           | Arakawaoki 荒川沖                                   | Arakawaoki 荒川沖                                   |
| Brücke über Wasserlauf |                                                | Sakuragawa 120 m zum Kasumigaura                    | Sakuragawa 120 m zum Kasumigaura                    |
| Bahnhof | 69,6                                           | Tsuchiura 土浦                                      | Tsuchiura 土浦                                      |
| Brücke über Wasserlauf |                                                | Shinkawa zum Kasumigaura                            | Shinkawa zum Kasumigaura                            |
| Bahnhof | 75,7                                           | Kandatsu 神立                                       | Kandatsu 神立                                       |
| Brücke über Wasserlauf |                                                | Koisegawa 150 m zum Kasumigaura                     | Koisegawa 150 m zum Kasumigaura                     |
| Bahnhof | 82,2                                           | Takahama 高浜                                       | Takahama 高浜                                       |
| Bahnhof | 85,8                                           | Ishioka 石岡                                        | Ishioka 石岡                                        |
| Bahnhof | 92,3                                           | Hatori 羽鳥                                         | Hatori 羽鳥                                         |
| Bahnhof | 97,7                                           | Iwama 岩間                                          | Iwama 岩間                                          |
| Abzweig geradeaus und von links |                                                | Mito-Linie nach Oyama                               | Mito-Linie nach Oyama                               |
| Bahnhof | 104,6                                          | Tomobe 友部                                         | Tomobe 友部                                         |
| Dienststation / Betriebs- oder Güterbahnhof |                                                | Abstellfeld                                         | Abstellfeld                                         |
| Bahnhof | 109.3                                          | Uchihara 内原                                       | Uchihara 内原                                       |
| Bahnhof | 115.1                                          | Akatsuka 赤塚                                       | Akatsuka 赤塚                                       |
| Bahnhof | 119.2                                          | Kairakuen 偕楽園                                    | Kairakuen 偕楽園                                    |
| Bahnhof | 121.1                                          | Mito 水戸                                           | Mito 水戸                                           |
| Abzweig geradeaus und nach links |                                                | Suigun-Linie nach Kamisugaya                        | Suigun-Linie nach Kamisugaya                        |
| Abzweig geradeaus und nach rechts |                                                | Ōarai–Kashima-Linie nach Kashima                    | Ōarai–Kashima-Linie nach Kashima                    |
| Brücke über Wasserlauf |                                                | Nakagawa 430 m                                      | Nakagawa 430 m                                      |
| Kopfbahnhof Streckenende · Bahnhof | 126.9                                          | Katsuta 勝田 Minato-Bahn nach Ajigaura              | Katsuta 勝田 Minato-Bahn nach Ajigaura              |
| Bahnhof | 131.1                                          | Sawa 佐和                                           | Sawa 佐和                                           |
| Bahnhof | 135.8                                          | Tōkai 東海                                          | Tōkai 東海                                          |
| Brücke über Wasserlauf |                                                | Kuji-Fluss                                          | Kuji-Fluss                                          |
| Brücke über Wasserlauf |                                                | Momiya-Fluss                                        | Momiya-Fluss                                        |
| Bahnhof | 143.2                                          | Ōmika 大甕                                          | Ōmika 大甕                                          |
| Bahnhof | 147.8                                          | Hitachi-Taga 常陸多賀                               | Hitachi-Taga 常陸多賀                               |
| Bahnhof | 152.7                                          | Hitachi 日立                                        | Hitachi 日立                                        |
| Bahnhof | 158.2                                          | Ogitsu 小木津                                       | Ogitsu 小木津                                       |
| Bahnhof | 162.4                                          | Jūō 十王                                            | Jūō 十王                                            |
| Brücke über Wasserlauf |                                                | Hananukigawa                                        | Hananukigawa                                        |
| Bahnhof | 168.3                                          | Takahagi 高萩                                       | Takahagi 高萩                                       |
| Bahnhof | 172,8                                          | Minami-Nakagō 南中郷                                | Minami-Nakagō 南中郷                                |
| Brücke über Wasserlauf |                                                | Okitagawa                                           | Okitagawa                                           |
| Bahnhof | 177,4                                          | Isohara 磯原                                        | Isohara 磯原                                        |
| Bahnhof | 184,5                                          | Ōtsukō 大津港                                       | Ōtsukō 大津港                                       |
| Grenze |                                                | Grenze Ibaraki/Fukushima                            | Grenze Ibaraki/Fukushima                            |
| Bahnhof | 189,0                                          | Nakoso 勿来                                         | Nakoso 勿来                                         |
| Brücke über Wasserlauf |                                                | Samegawa                                            | Samegawa                                            |
| Bahnhof | 193,6                                          | Ueda 植田                                           | Ueda 植田                                           |
| Bahnhof | 200,8                                          | Izumi 泉                                            | Izumi 泉                                            |
| Abzweig geradeaus und nach links · Strecke von rechts |                                                |                                                     |                                                     |
| Kreuzung geradeaus oben · Strecke nach rechts |                                                | Ena-Eisenbahn zum Hafen Onahama                     | Ena-Eisenbahn zum Hafen Onahama                     |
| Bahnhof | 207,3                                          | Yumoto 湯本                                         | Yumoto 湯本                                         |
| Bahnhof | 210,8                                          | Uchigō 内郷                                         | Uchigō 内郷                                         |
| Abzweig geradeaus und von links |                                                | Ban’etsu-Ostlinie nach Koriyama                     | Ban’etsu-Ostlinie nach Koriyama                     |
| Bahnhof | 215,2                                          | Iwaki いわき                                        | Iwaki いわき                                        |
| Brücke über Wasserlauf |                                                | Natsuigawa                                          | Natsuigawa                                          |
| Bahnhof | 220,6                                          | Kusano 草野                                         | Kusano 草野                                         |
| Bahnhof | 225                                            | Yotsukura 四ツ倉                                    | Yotsukura 四ツ倉                                    |
| Bahnhof | 229,8                                          | Hisanohama 久ノ浜                                   | Hisanohama 久ノ浜                                   |
| Bahnhof | 233,4                                          | Suetsugi 末続                                       | Suetsugi 末続                                       |
| Bahnhof | 238,2                                          | Hirono 広野                                         | Hirono 広野                                         |
| Bahnhof | 243,6                                          | Kido 木戸                                           | Kido 木戸                                           |
| Kopfbahnhof Strecke ab hier außer Betrieb | 246,7                                          | Tatsuta 竜田                                        | Tatsuta 竜田                                        |
| Bahnhof | 253,6                                          | Tomioka 富岡                                        | Tomioka 富岡                                        |
| Bahnhof | 258,8                                          | Yonomori 夜ノ森                                     | Yonomori 夜ノ森                                     |
| Bahnhof | 263,7                                          | Ōno 大野                                            | Ōno 大野                                            |
| Brücke über Wasserlauf |                                                | Maedagawa 105 m                                     | Maedagawa 105 m                                     |
| Bahnhof | 269,5                                          | Futaba 双葉                                         | Futaba 双葉                                         |
| Kopfbahnhof Strecke bis hier außer Betrieb | 274,4                                          | Namie 浪江                                          | Namie 浪江                                          |
| Bahnhof | 279,3                                          | Momouchi 桃内                                       | Momouchi 桃内                                       |
| Bahnhof | 283,3                                          | Odaka 小高                                          | Odaka 小高                                          |
| Bahnhof | 288,2                                          | Iwaki-Ōta 磐城太田                                  | Iwaki-Ōta 磐城太田                                  |
| Bahnhof | 292,7                                          | Haranomachi 原ノ町                                  | Haranomachi 原ノ町                                  |
| Brücke über Wasserlauf |                                                | Tagawa                                              | Tagawa                                              |
| Brücke über Wasserlauf |                                                | Mano-Fluss                                          | Mano-Fluss                                          |
| Bahnhof | 300,2                                          | Kashima 鹿島                                        | Kashima 鹿島                                        |
| Bahnhof | 306,9                                          | Nittaki 日立木                                      | Nittaki 日立木                                      |
| Bahnhof | 312,8                                          | Sōma 相馬                                           | Sōma 相馬                                           |
| Bahnhof | 317,2                                          | Komagamine 駒ヶ嶺                                   | Komagamine 駒ヶ嶺                                   |
| Bahnhof | 321,4                                          | Shinchi 新地                                        | Shinchi 新地                                        |
| Grenze |                                                | Grenze Fukushima/Miyagi                             | Grenze Fukushima/Miyagi                             |
| Bahnhof | 326,9                                          | Sakamoto 坂元                                       | Sakamoto 坂元                                       |
| Bahnhof | 331,8                                          | Yamashita 山下                                      | Yamashita 山下                                      |
| Bahnhof | 336,0 335,4                                    | Hamayoshida 浜吉田                                  | Hamayoshida 浜吉田                                  |
| Bahnhof | 340,4                                          | Watari 亘理                                         | Watari 亘理                                         |
| Bahnhof | 343,6                                          | Ōkuma 逢隈                                          | Ōkuma 逢隈                                          |
| Brücke über Wasserlauf |                                                | Abukama                                             | Abukama                                             |
| Abzweig geradeaus und von links |                                                | Tōhoku-Hauptlinie nach Tokio                        | Tōhoku-Hauptlinie nach Tokio                        |
| Abzweig geradeaus und von rechts |                                                | Anschlussgleis Nippon Paper Werk Iwanuma            | Anschlussgleis Nippon Paper Werk Iwanuma            |
| Bahnhof | 348,9                                          | Iwanuma 岩沼                                        | Iwanuma 岩沼                                        |
| Bahnhof | 352,6                                          | Tatekoshi 館腰                                      | Tatekoshi 館腰                                      |
| Abzweig geradeaus und von rechts |                                                | Flughafenbahn Sendai zum Flughafen Sendai           | Flughafenbahn Sendai zum Flughafen Sendai           |
| Bahnhof | 356,1                                          | Natori 名取                                         | Natori 名取                                         |
| Bahnhof | 358,8                                          | Minami-Sendai 南仙台                                | Minami-Sendai 南仙台                                |
| Strecke · Strecke von links |                                                | Tōhoku-Shinkansen nach Tokio                        | Tōhoku-Shinkansen nach Tokio                        |
| Brücke über Wasserlauf · Brücke über Wasserlauf |                                                | Natori-Fluss 600 m                                  | Natori-Fluss 600 m                                  |
| Bahnhof · Strecke | 361,0                                          | Taishidō 太子堂                                     | Taishidō 太子堂                                     |
| Bahnhof · Strecke | 362,0                                          | Nagamachi 長町                                      | Nagamachi 長町                                      |
| Brücke über Wasserlauf · Brücke über Wasserlauf |                                                | Hirose-Fluss                                        | Hirose-Fluss                                        |
| Abzweig geradeaus und nach rechts · Strecke |                                                | Güterumgehungsbahn nach Higashi-Sendai              | Güterumgehungsbahn nach Higashi-Sendai              |
| | 366,5                                          | Sendai 仙台                                         | Sendai 仙台                                         |
| Strecke · Strecke |                                                | nach Aomori                                         | nach Aomori                                         |

Die Jōban-Linie (jap. 常磐線, Jōban-sen) ist eine Eisenbahnstrecke in Japan, die Teil der am Pazifik entlang führenden Verbindung zwischen Tokio und Sendai ist. Die eigentliche Jōban-Linie beginnt in Nippori in der Präfektur Tokio und endet in Iwanuma in der Präfektur Miyagi. Der Name Jōban ist aus den ehemaligen Provinzen Hitachi (常陸) und Ivaki (磐城) abgeleitet, welche von der Bahnstrecke an Tokio angebunden werden.
Der Betrieb wird von der East Japan Railway Company (JR East) durchgeführt. Viele Züge der Jōban-Linie verkehren über die Endbahnhöfe der Strecke hinaus bis in den Bahnhof Ueno beim südlichen Ende der Strecke und Sendai beim nördlichen Ende der Strecke. Seit März 2015 können Züge der Jōban-Linie über die Ueno-Tōkyō-Linie direkt bis zum Bahnhof Tokio verkehren.
Bis März 2020 waren als Folge des Tōhoku-Erdbebens und der Nuklearkatastrophe von Fukushima Streckenabschnitte außer Betrieb. Bereits einige Wochen nach dem Erdbeben verkehrten die Züge wieder auf den Abschnitten Ueno–Hisanohama und Watari–Iwanum–Sendai, wobei über die Jahre weitere Abschnitte folgten. Zuletzt war noch der Abschnitt Tomioka–Namie außer Betrieb, der durch die Sperrzone des Kernkraftwerks Fukushima Daiichi führt und sich zwischen Ōno und Futaba auf zwei Kilometer dem zerstörten Kernkraftwerk nähert. Bis zur Wiederaufnahme des Zugbetriebs wurde dieser Abschnitt von einem Ersatzbus bedient.

## Geschichte
Die Jōban-Linie wurde durch die Mito Railway Co. gebaut und zwischen 1889 und 1905 in Abschnitten eröffnet. Sie diente ursprünglich dem Transport von Kohle aus den Revieren bei Hitachi nach Tokio und war gegenüber der Mito-Linie vorteilhafter, weil die Steigungen kleiner waren. 1906 wurde die Mito Railway verstaatlicht. Der 1910 begonnene zweigleisige Ausbau des Abschnittes Nippori–Yotsukura war 1925 beendet.
Der erste elektrisch betriebene Abschnitt der Joban-Linie war die Strecke Nippori–Matsudo, auf der 1936 der Betrieb mit 1500 V Gleichstrom aufgenommen wurde, 1949 ging die Verlängerung bis Toride in Betrieb. Der Abschnitt Toride–Kusano wurde zwischen 1961 und 1963 mit 20 kV Wechselstrom in Betrieb genommen, 1967 erreichte die Wechselstrom-Fahrleitung Iwanuma.
1971 wurde zwischen Ayase und Toride eine zweite Doppelspur für den Vorortverkehr gebaut, das direkten Anschluss an die U-Bahn Tokio hat. Die Züge des Jōban-Nahverkehrs verkehren teilweise über die U-Bahn bis in die Innenstadt von Tokio, was die bestehenden Gleise der Jōban-Linie und im Besonderen die Stadtbahnhöfe Ueno und Nippori vom Pendlerverkehr entlastet.
1976 wurden auch noch die Abschnitte Hirono–Kido und Ōno–Futaba zweigleisig ausgebaut.
Nach dem Tōhoku-Erdbeben 2011 kam es zu längeren Betriebsunterbrechungen, die bis 2020 behoben wurden. Siehe Abschnitt Auswirkungen des Tōhoku-Erdbebens 2011.

## Technische Daten
Die 350,4 km lange elektrifizierte Strecke ist mit 1067 mm Spurweite angelegt und bedient 80 Bahnhöfe. Von Ueno nach Toride wird mit 1500 V Gleichstrom gefahren, der Rest der Strecke bis Sendai ist mit 20 kV 50 Hz Wechselstrom elektrifiziert. Die Systemtrennstelle befindet sich zwischen den Bahnhöfen Toride und Fujishiro auf offener Strecke.
Reisezüge können zwischen Ueno und Hitachi mit 130 km/h verkehren, bis Iwaki gelten dann 120 km/h und den Rest der Strecke bis Iwanuma wurde für 100 km/h gebaut. Auf den Vorortgleisen zwischen Ayase und Toride kann 90 km/h gefahren werden.
Die Strecke ist zweigleisig ausgebaut bis Yotsukura, danach ist sie bis Iwanuma eingleisig mit den Doppelspurinseln Hirono–Kido und Ōno–Futuba. Zwischen Ayase und Toride ist die Strecke viergleisig, mit einem separaten Gleispaar für den Vorortverkehr.
Als Zugsicherung wird zwischen Ayase und Toride ATC verwendet, der Rest der Strecke ist mit automatischem Streckenblock ausgerüstet. Die Betriebsführung erfolgt auf dem Abschnitt Ueno–Hatori über das von Hitachi entwickelte rechnergestützte ATOS System, der Rest der Strecke ist an ein Fernsteuersystem (CTC) angeschlossen. Der Betrieb auf den Vorortgleisen Ayase–Toride wird ebenfalls von ATOS gesteuert.

## Streckenverlauf

### Ueno–Ayase
Von Ueno bis Nippori verläuft die zweigleisige Strecke parallel zur Jōetsu-Shinkansen, zur Keihin-Tōhoku-Linie und zur Yamanote-Linie. Nach Nippori wendet sich die Strecke in einem engen Rechtsbogen mit etwa 300 m Radius unter der Keisei Narita-Flughafenlinie und dem Nippori-Toneri Liner hindurch nach Osten, bis sie den Bahnhof Mikawashima erreicht. Ab hier folgen ihr die Gleise der Verbindung von der Tōhoku-Hauptlinie zum Güterbahnhof Sumidagawa neben dem der Bahnhof Minami-Senju der Jōban-Linie liegt. Neben ihr verlaufen nun die Gleise des Tsukuba-Express und der Hibiya-Linie der Tōkyō Metro. Alle Linien überqueren mit 120 m langen Fachwerkbrücken den Sumida, der die Grenze zwischen Arakawa und Adachi bildet.
Nach der Flussquerung unterquert die Jōban-Linie erneut die Keisei Narita-Flughafenlinie, bevor sie den Bahnhof Kita-Senju erreicht, wo auf die Tobu-Skytree-Linie der Tōbu Tetsudō umgestiegen werden kann und von der U-Bahn die Hibiya-Linie endet, sowie die Chiyoda-Linie aus Westen dazu kommt. Ab diesem Bahnhof verläuft die Jōban-Linie zwischen den Gleisen der Chiyoda-Linie und des Tsukaba-Express. Alle drei Linien überqueren mit 450 m langen Fachwerkbrücken den Arakawa, der 150 m flussabwärts auch von der vierspurigen Tobu-Skytree-Linie überquert wird. Letztere biegt nach der Flussüberquerung nach Norden ab und wird von der Jōban-Linie unterfahren. Fast an derselben Stelle verlässt das Trassee des Tsukaba-Express die Jōban-Linie nach Norden, wobei diese unterquert wird. Danach führt die Jōban-Linie nördlich am Tōkyō-Gefängnis vorbei, überquert den Ayasegawa und erreicht den Bahnhof Ayase.

### Jōban-Nahverkehr

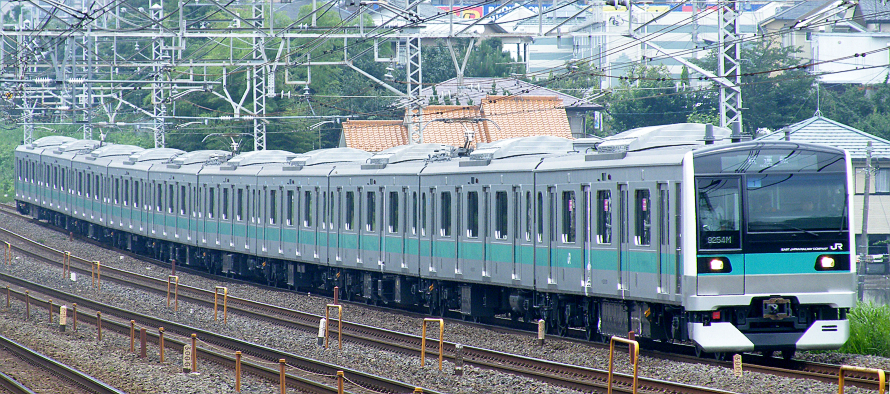
Im Jōban-Nahverkehr eingesetzter Triebzug der Baureihe E233-2000

Ab Ayase beginnt eine zweite Doppelspur der Jōban-Linie, die bis nach Toride führt. Sie dient dem Vorortverkehr der JR East, dem Jōban-Nahverkehr (jap. 常磐緩行線). Die Züge halten an allen Bahnhöfen bis Toride, wobei die Gleise von der Hauptlinie vollständig getrennt geführt werden. Es besteht lediglich in den Bahnhöfen Matsudo, Mabashi, Kashiwa, Abiko, Tennōdai und Toride eine Umsteigemöglichkeit zum Fernverkehr. Die Züge des Jōban-Nahverkehrs erreichen über die Chiyoda-Linie der U-Bahn Tokio den Bahnhof Kita-Senju, wo ebenfalls auf den Fernverkehr oder auf die Hibiya-Linie der U-Bahn umgestiegen werden kann. In der Regel verkehren die Züge des Jōban-Nahverkehrs über die Gleise der Metro bis in die Innenstadt von Tokio. Die auf der Strecke eingesetzten Nahverkehrs-Triebzüge tragen ein smaragdgrünes Band unter den Fenster.

### Ayase–Toride
Nach Kameari wird der Shin-Nakagawa überquert, bevor der Bahnhof Kanamachi erreicht wird, wo die Shinkin-Güterzugstrecke aus dem Süden dazu kommt und Anschluss an die Keisei Kanamachi-Linie besteht. Die Strecke verläuft nun nicht mehr auf einer aufgeständerten Trassee. Nach dem Bahnhof überquert die Strecke mit einer 430 m langen Fachwerkbrücke den Edo, danach wechselt die Doppelspur des Jōban-Nahverkehr mit einer Überwerfung auf die südliche Seite der Fernverkehrsgleise. Die Jōban-Linie wendet sich Norden, bevor Matsudo erreicht wird – der erste Bahnhof in der Präfektur Chiba. Hier befindet sich auch das Depot der beim Jōban-Nahverkehr eingesetzten Triebzüge, außerdem beginnt hier die Shin-Keisei-Linie, die nach Keisei-Tsudanuma führt.
Gut drei Kilometer nördlich in Mabashi kann auf die hier beginnende Nagareyama-Linie umgestiegen werden, die von Ryutetsu betrieben wird. Nach Mabashi zweigen die Gleise der Verbindung zur Musashino-Linie ab, welche die Jōban-Linie im Turmbahnhof Shin-Matsudo (deutsch: "Neu Matsudo") in der oberen Ebene quert. Vor Kita-Kogane münden die Gleise für die von Musashino-Linie kommenden Züge ein. Bei Kashiwa besteht eine Umsteigemöglichkeit zur Tobu Noda Line, die je nach gewählter Richtung nach Funabashi oder Ōmiya führt. Die Jōban-Linie führt nördlich am Teganuma-See vorbei und erreicht Abiko, wo die Narita-Linie der JR East abzweigt. Zwischen Abiko und Tennōdai befindet sich eine Abstellanlage für die Züge des Jōban-Nahverkehrs. Nach Tennōdai wendet sich die Strecke nach Nordosten und überquert mit drei parallel liegenden etwa 1000 m langen Fachwerkbrücken den Tone, bevor sie Toride in der Präfektur Ibaraki erreicht, wo die Doppelspur und die Züge des Jōban-Nahverkehrs enden. Hier besteht eine Umsteigemöglichkeit zur Jōsō-Linie, die von der Kantō-Tetsudō betrieben wird. In Toride gab es früher auch ein Anschlussgleis zur dortigen Kirin-Brauerei.

### Toride–Sendai
Zwischen Toride und dem benachbarten Bahnhof Fujishiro befindet sich der Systemwechsel von der 1500 V Gleichstrom-Fahrleitung, die seit Tokio benutzt wurde, zum 20 kV 50 Hz Wechselstromsystem, das bis Sendai benutzt wird. Nach Fujishiro führt die Strecke durch ländliches Gebiet mit einzelnen größeren Siedlungen. Die Jōban-Linie überquert den Kleinen Beichuan und den aus dem Ushiku-Sumpf fließenden Yatagawa, bevor sie Sanuki erreicht, wo auf die Ryūgasaki-Linie umgestiegen werden kann, die mit einem alleine fahrenden Dieseltriebwagen das 4,5 km entfernte Ryūgasaki bedient. Die Jōban-Linie führt östlich am Ushiku-Sumpf vorbei und überquert nach 18 km kurz vor Tsuchiura mit einer 120 m langen Brücke den Sakuragawa. Der Fluss mündet in den Kasumigaura, dem zweitgrößten Binnensee Japans. Nach weiteren 12 Kilometer überquert die Bahnstrecke den Koisegawa ungefähr anderthalb Kilometer oberhalb seiner Mündung in den Kasumigaura.
Bei Tomobe mündet die bei Oyama von der Tōhoku-Hauptlinie abzweigende Mito-Linie ein. Bei Mito, dem Verwaltungssitz der Präfektur Ibaraki, zweigt die Suigun-Linie ab. Ebenso beginnt hier die Ōarai–Kashima-Linie der Kashima-Rinkai-Tetsudō, welche zur Küste führt und dann entlang dem Meer nach Süden bis Kashima führt. Nach Mito überquert die Jōban-Linie mit einer 430 m langen Brücke den Nakagawa. Auf der anderen Seite des Flusses zweigt in Katsuta die Minato-Bahn, die ebenfalls an die Küste führt. Nach Tōkai überquert die Streck den Kuji-Fluss und folgt dann der Küste des Stillen Ozeans. Bei Hitachi passiert die Jōban-Linie die Werke des Unternehmens mit dem gleichen Namen, der Hauptsitz befindet sich aber nicht mehr hier, sondern Chiyoda in der Präfektur Tokio. Nach Ōtsukō führt die Strecke durch die Präfektur Fukushima. Sie entfernt sich bei Nakoso wieder vom Meer und überquert auf einer 400 m langen Brücke den Samegawa, bevor Ueda erreicht wird. In Izumi zweigt der nur vom Güterverkehr genutzte Anschluss zum Hafen in Onahama ab, der durch die Fukushima-Rinkai-Tetsudō betriebene wird. In Iwaki zweigt die Ban’etsu-Ostlinie in Richtung Kōriyama im Landesinnern ab. Nach Yotsukura folgt die Strecke wieder der Küste. Kurz bevor die Strecke in Iwanuma auf die Tōhoku-Hauptlinie trifft und die eigentliche Jōban-Linie zu Ende ist, überquert sie auf einer 500 m langen aus acht Fachwerkträgern bestehenden Brücke den Abakuma. Von Iwanuma bis Sendai sind noch 17,6 km zurückzulegen. In Natori zweigt noch die Strecke zum Flughafen Sendai ab, bevor Sendai erreicht wird, wo Anschlüsse zu den Shinkansen-Strecken, zu mehreren JR East Strecken und der U-Bahn Sendai bestehen.

## Auswirkungen des Tōhoku-Erdbebens 2011

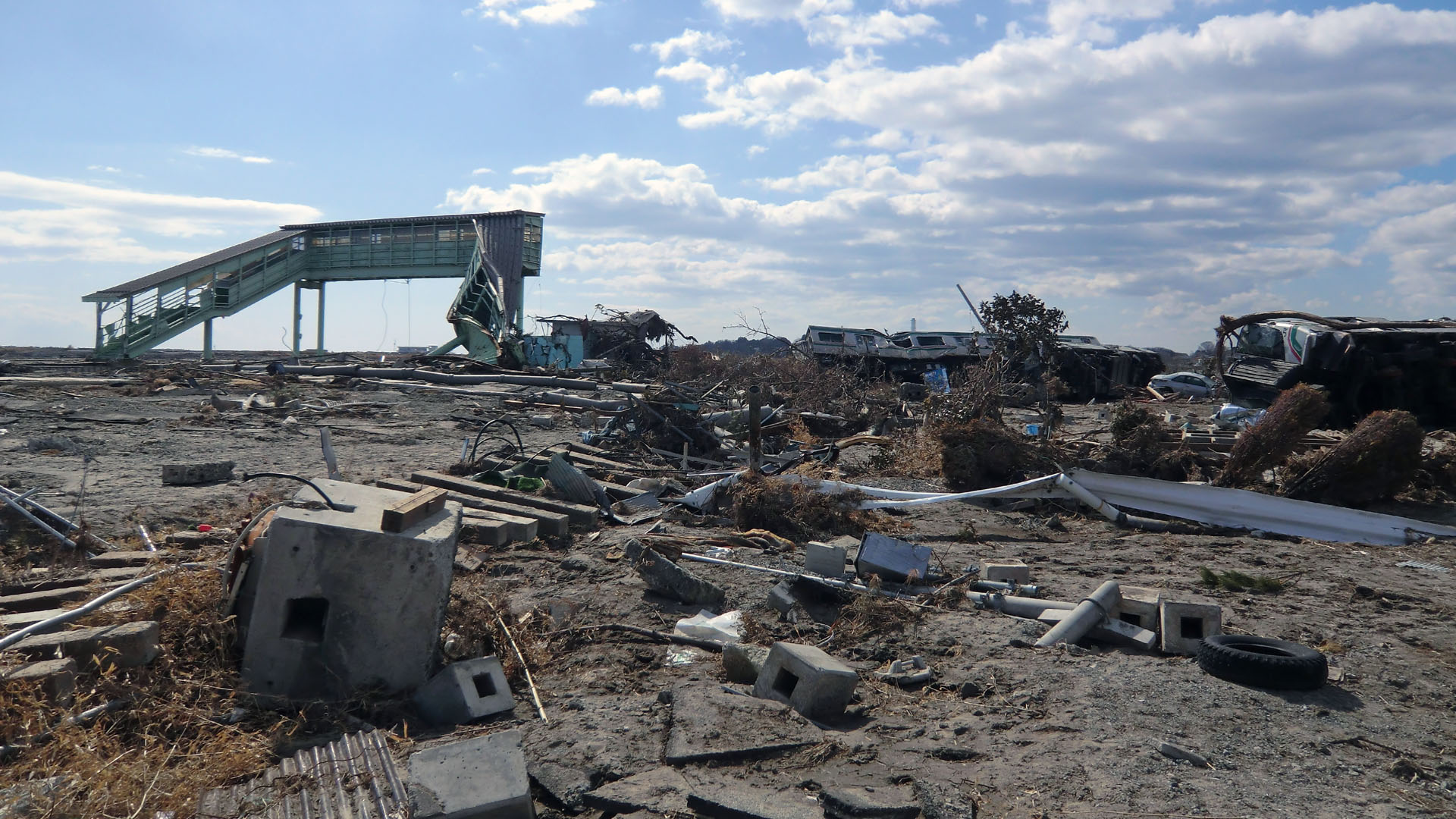
Die zerstörte Passerelle ist das einzige, was vom Bahnhof Shinchi nach dem Tsunami 2011 übrig geblieben ist. Im Vordergrund die Reste des weggespülten Triebzuges

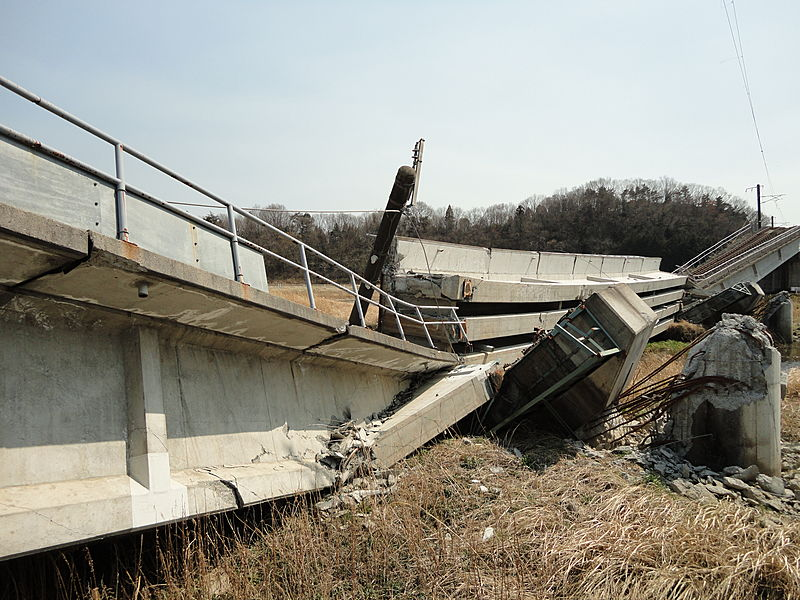
Eingestürzte Maedagawa-Brücke zwischen Ōno und Futaba

Am Nachmittag vom 11. März 2011 zerstört das Tōhoku-Erdbeben 2011 große Teile der Pazifik-Küste in der Tōhoku-Region. Es wurden sechs Erdstöße der Magnitude 5 gemessen, was zur sofortigen Betriebseinstellung auf der Jōban-Linie führte. Am Tag danach konnte der Betrieb am südlichen Ende der Strecke wieder aufgenommen werden. Nördlich von Toride blieb der Betrieb aber eingestellt, weil einerseits das Erdbeben das Gleis in den Präfekturen Ibaraki und Miyagi zerstört hatte, anderseits der vom Seebeben ausgelöste zehn Meter hohe Tsunami ganze Landstriche entlang der Küsten der Präfekturen Fukushima und Miyagi verwüstete. Ein im Bahnhof Shinchi geparkter elektrischer Triebzug und ein sich auf der Strecke zwischen den Bahnhöfen Yoshida und Yamashita befindenden Containerzug wurden vom Tsunami direkt getroffen und weggeschwemmt. Der Betrieb auf dem Streckenabschnitt Hirono–Haranomachi musste zudem eingestellt werden, weil das Gebiet durch die Nuklearkatastrophe von Fukushima verstrahlt wurde.

### Wiederaufnahme des Betriebes

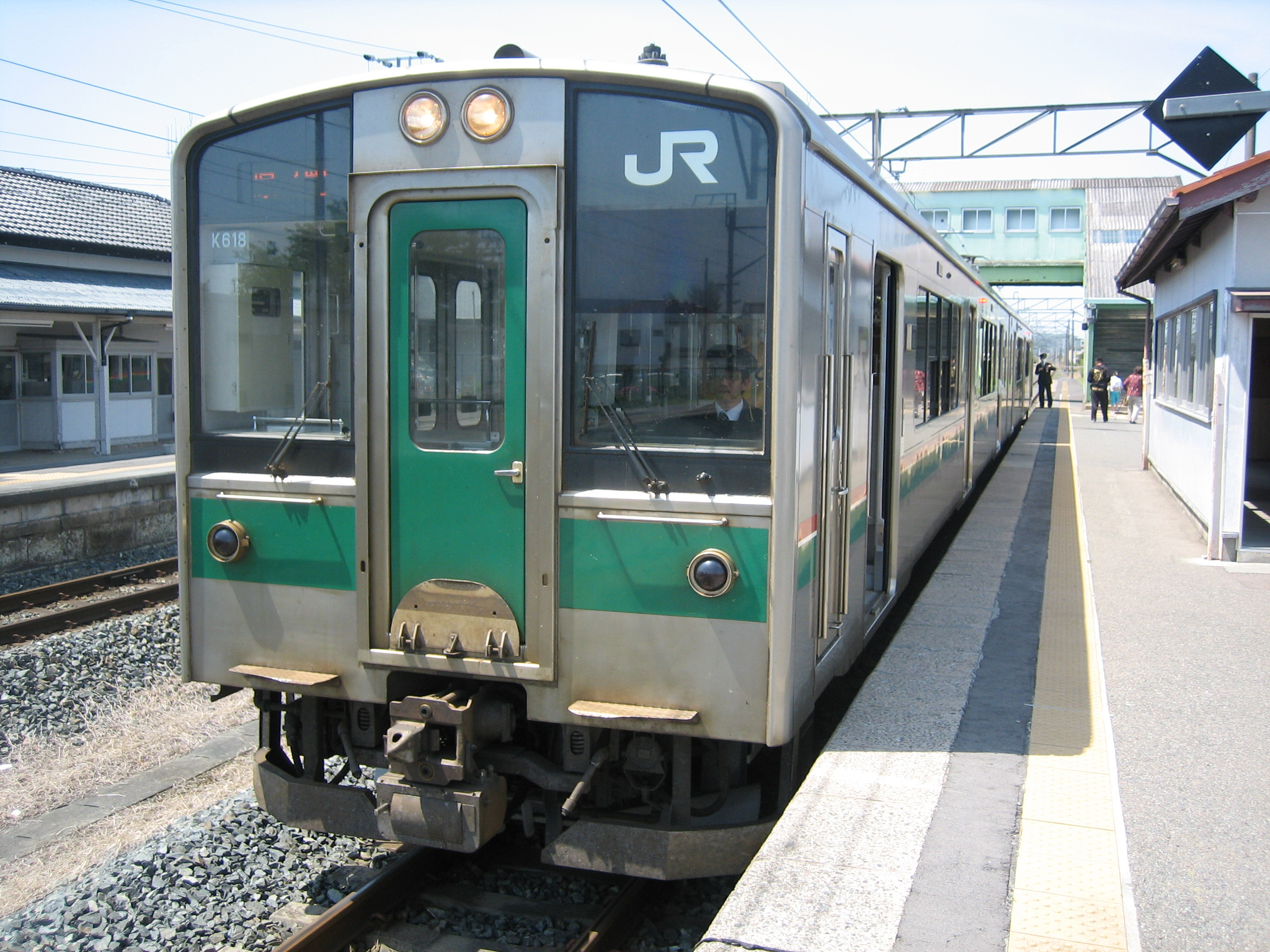
Auf dem Inselbetrieb Haranomachi–Sōma eingesetzter Triebzug im Bahnhof Kashima

Auf einigen Streckenabschnitten waren die Schäden des Tsunamis relativ klein, so dass nach einigen Monaten der Betrieb wiederaufgenommen werden konnte. Ab 14. Mai 2011 verkehrten die Züge wieder auf den Strecken Ueno–Nippori–Hisanohama und Watari–Iwanum–Sendai, ab 10. Oktober 2011 auch auf der Strecke Hisanohama–Hirono.
Ab 21. Dezember 2011 verkehrten auch wieder Züge zwischen Haranomachi und Sōma. Weil diese 20 km lange Strecke vom Rest des Streckennetzes abgeschnitten ist, mussten die für den Betrieb notwendigen Bahnfahrzeuge über die Straße zugeführt werden.
Auf dem Abschnitt Watari–Hamayoshida konnte am 16. März 2013 der Betrieb wiederaufgenommen werden, so dass die Züge wieder durchgängig zwischen Hamayoshida und Sendai verkehren können.
Am 1. Juni 2014 wurde entgegen dem Willen der Gewerkschaft der Eisenbahner der Betrieb zwischen Hirono und Tatsuta wiederaufgenommen. Die Gewerkschaft Doro-Mito befürchtete, dass die Eisenbahner durch erhöhte ionisierende Strahlendosen geschädigt werden. Der Abschnitt Odaka–Haranomachi wurde, gleichzeitig mit der Aufhebung der Evakuierung, am 12. Juni 2016 in Betrieb genommen. Ab Februar 2015 verkehrte ein Ersatzbus zwischen Tatsuta und Haranomachi, der ab 2017 auch die Zwischenstationen anfuhr.

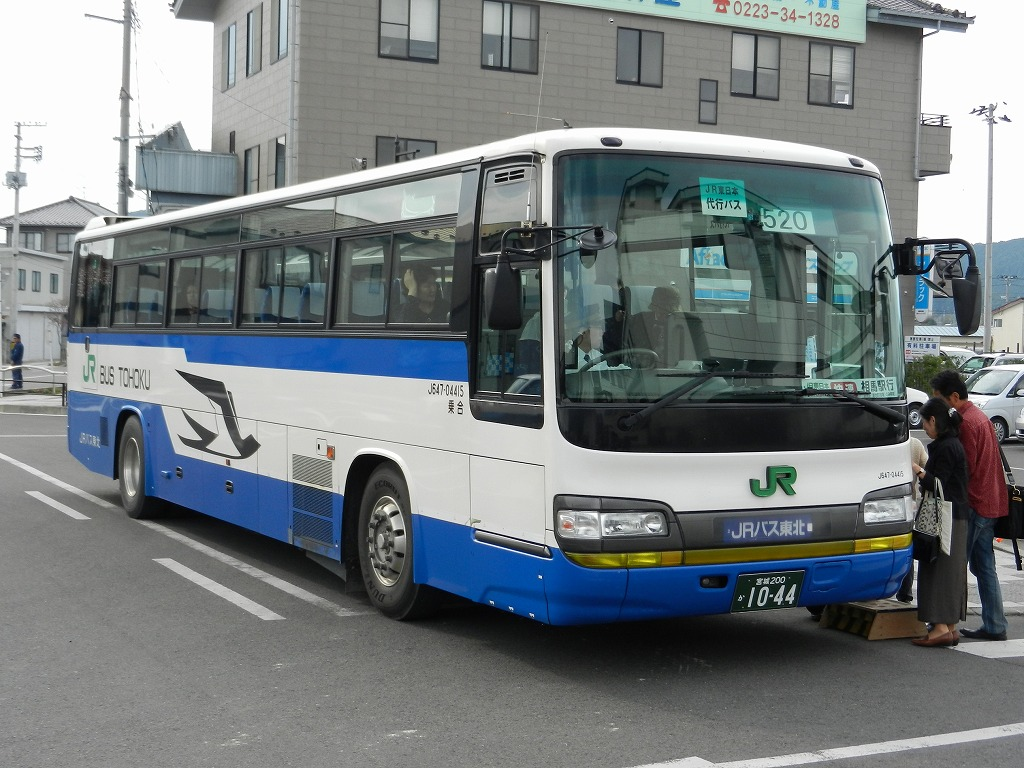
Ersatzbus für den Streckenabschnitt Watari–Sōma im Bahnhof Watari (Oktober 2011)

Der Streckenabschnitt Sōma–Hamayoshida wurde neu trassiert, wobei das Trassee zwischen Watari und Komagamine der Nationalstraße 6 folgt. In dieser etwas höheren Lage soll die Bahn besser vor Tsunamis geschützt sein. Die Strecke wurde dadurch um ca. 600 Meter länger. Die neue Streckenführung ging am 10. Dezember 2016 in Betrieb. Am 1. April 2017 wurde auch der Abschnitt von Namie nach Odaka wiedereröffnet. Am 21. Oktober 2017 ging der Abschnitt von Tatsuta nach Tomioka wieder in Betrieb.
Der Abschnitt Tomioka–Namie wurde erst im März 2020 wiederhergestellt, weil er im Sperrgebiet der Nuklearkatastrophe von Fukushima liegt – die Trasse nähert sich zwischen Ōno und Futaba auf zwei Kilometer dem zerstörten Kernkraftwerk Fukushima Daiichi. Die eingestürzte Maedagawa-Brücke zwischen Ōno und Futaba wurde 2019 wiedereröffnet. Es wurde mit ca. 300.000 m³ radioaktiv kontaminierten Abfall bei der Instandsetzung der Trasse gerechnet. Am 14. März 2020 wurde schließlich auch der Abschnitt Tomioka–Namie eröffnet, sodass erstmals seit 2011 wieder Züge auf der Jōban-Linie zwischen Tokio und Sendai verkehren können.

### Tabelle Betriebsaufnahme nach dem Tōhoku-Erdbeben
| Streckenabschnitt    | Betriebsaufnahme  |
| -------------------- | ----------------- |
| Ueno–Nippori–Toride  | 12. März 2011     |
| Toride–Hisanohama    | 14. Mai 2011      |
| Hisanohama–Hirono    | 10. Oktober 2011  |
| Hirono–Tatsuta       | 1. Juni 2014      |
| Tatsuta-Tomioka      | 21. Oktober 2017  |
| Tomioka-Namie        | 14. März 2020     |
| Namie–Odaka          | 1. April 2017     |
| Odaka–Haranomachi    | 12. Juni 2016     |
| Haranomachi–Sōma     | 21. Dezember 2011 |
| Sōma–Hamayoshida     | 10. Dezember 2016 |
| Hamayoshida–Watari   | 16. März 2013     |
| Watari–Iwanum–Sendai | 14. Mai 2011      |

## Bahnhöfe
| Bahnhof          | japanisch      | Streckenkilometer | Umsteigemöglichkeiten | Ort              | Ort       |
| ---------------- | -------------- | ----------------- | --- | ---------------- | --------- |
| Ueno             | 上野           | 0,0               | - JR East: Tōhoku-Shinkansen - JR East: Jōetsu-Shinkansen - JR East: Nagano-Shinkansen - JR East: Tōhoku-Hauptlinie - JR East: Keihin-Tōhoku-Linie - JR East: Yamanote-Linie - JR East: Takasaki-Linie - Tokyo Metro:Hibiya-Linie, Ginza-Linie | Taitō            | Tokio     |
| Nippori          | 日暮里         | 2,2               | - JR East: Yamanote-Linie - Keisei: Narita-Flughafenlinie - Toei-U-Bahn: Nippori-Toneri Liner | Arakawa          | Tokio     |
| Mikawashima      | 三河島         | 3,4               | | Arakawa          | Tokio     |
| Minami-Senju     | 南千住         | 5,6               | - Tokyo Metro: Hibiya-Linie - Shutoken Shintoshi: Tsukuba-Express | Arakawa          | Tokio     |
| Kita-Senju       | 北千住         | 7,4               | - Tokyo Metro: Hibiya-Linie, Chiyoda-Linie - Tōbu: Isesaki-Linie - Shutoken Shintoshi: Tsukuba-Express | Adachi           | Tokio     |
| Ayase            | 綾瀬           | 9,9               | - Tokyo Metro: Chiyoda-Linie | Adachi           | Tokio     |
| Kameari          | 亀有           | 12,1              | | Katsushika       | Tokio     |
| Kanamachi        | 金町           | 13,0              | - Keisei: Kanamachi-Linie | Katsushika       | Tokio     |
| Matsudo          | 松戸           | 17,9              | - Keisie: Shin-Keisei Linie | Matsudo          | Chiba     |
| Kita-Matsudo     | 北松戸         | 20,0              | | Matsudo          | Chiba     |
| Mabashi          | 馬橋           | 21,3              | - Ryūtetsu: Nagayarema-Linie | Matsudo          | Chiba     |
| Shin-Matsudo     | 新松戸         | 22,9              | - JR East: Musashino-Linie | Matsudo          | Chiba     |
| Kita-Kogane      | 北小金         | 24,2              | | Matsudo          | Chiba     |
| Minami-Kashiwa   | 南柏           | 26,7              | | Kashiwa          | Chiba     |
| Kashiwa          | 柏             | 29,1              | - Tōbu: Noda-Linie | Kashiwa          | Chiba     |
| Kita-Kashiwa     | 北柏           | 31,4              | | Kashiwa          | Chiba     |
| Abiko            | 我孫子         | 33,5              | - JR East: Narita-Linie | Abiko            | Chiba     |
| Tennōdai         | 天王台         | 36,2              | | Abiko            | Chiba     |
| Toride           | 取手           | 39,6              | - Kantō-Tetsudō: Jōsō-Linie | Toride           | Ibaraki   |
| Fujishiro        | 藤代           | 45,6              | | Toride           | Ibaraki   |
| Sanuki           | 佐貫           | 47,7              | - Kantō-Tetsudō: Ryūgasaki-Linie | Ryūgasaki        | Ibaraki   |
| Ushiku           | 牛久           | 52,8              | | Ushiku           | Ibaraki   |
| Hitachino-Ushiku | ひたち野うしく | 56,7              | | Ushiku           | Ibaraki   |
| Arakawaoki       | 荒川沖         | 59,4              | | Tsuchiura        | Ibaraki   |
| Tsuchiura        | 土浦           | 66                | | Tsuchiura        | Ibaraki   |
| Kandatsu         | 神立           | 72,1              | | Tsuchiura        | Ibaraki   |
| Takahama         | 高浜           | 78,6              | | Ishioka          | Ibaraki   |
| Ishioka          | 石岡           | 82,2              | | Ishioka          | Ibaraki   |
| Hatori           | 羽鳥           | 88,7              | | Omitama          | Ibaraki   |
| Iwama            | 岩間           | 94,1              | | Kasama           | Ibaraki   |
| Tomobe           | 友部           | 101               | - JR East: Mito-Linie | Kasama           | Ibaraki   |
| Uchihara         | 内原           | 105,7             | | Mito             | Ibaraki   |
| Akatsuka         | 赤塚           | 111,5             | | Mito             | Ibaraki   |
| Kairakuen        | 偕楽園         | 115,6             | | Mito             | Ibaraki   |
| Mito             | 水戸           | 117,5             | - JR East: Suigun-Linie - Kashima-Rinkai-Tetsudō: Ōarai–Kashima-Linie | Mito             | Ibaraki   |
| Katsuta          | 勝田           | 123,3             | - Minato-Linie | Hitachinaka      | Ibaraki   |
| Sawa             | 佐和           | 127,5             | | Hitachinaka      | Ibaraki   |
| Tōkai            | 東海           | 132,2             | | Naka             | Ibaraki   |
| Ōmika            | 大甕           | 139,6             | | Hitachi          | Ibaraki   |
| Hitachi-Taga     | 常陸多賀       | 144,2             | | Hitachi          | Ibaraki   |
| Hitachi          | 日立           | 149,1             | | Hitachi          | Ibaraki   |
| Ogitsu           | 小木津         | 154,6             | | Hitachi          | Ibaraki   |
| Jūō              | 十王           | 158,8             | | Hitachi          | Ibaraki   |
| Takahagi         | 高萩           | 164,7             | | Takahagi         | Ibaraki   |
| Minami-Nakagō    | 南中郷         | 169,2             | | Kitaibaraki      | Ibaraki   |
| Isohara          | 磯原           | 173,8             | | Kitaibaraki      | Ibaraki   |
| Ōtsukō           | 大津港         | 180,9             | | Kitaibaraki      | Ibaraki   |
| Nakoso           | 勿来           | 185,4             | | Iwaki            | Fukushima |
| Ueda             | 植田           | 190               | | Iwaki            | Fukushima |
| Izumi            | 泉             | 197,2             | | Iwaki            | Fukushima |
| Yumoto           | 湯本           | 203,7             | | Iwaki            | Fukushima |
| Uchigō           | 内郷           | 207,2             | | Iwaki            | Fukushima |
| Iwaki            | いわき         | 211,6             | - JR East: Ban’etsu-Ostlinie | Iwaki            | Fukushima |
| Kusano           | 草野           | 217               | | Iwaki            | Fukushima |
| Yotsukura        | 四ツ倉         | 221,4             | | Iwaki            | Fukushima |
| Hisanohama       | 久ノ浜         | 226,2             | | Iwaki            | Fukushima |
| Suetsugi         | 末続           | 229,8             | | Iwaki            | Fukushima |
| Hirono           | 広野           | 234,6             | | Futaba           | Fukushima |
| Kido             | 木戸           | 240               | | Futaba           | Fukushima |
| Tatsuta          | 竜田           | 243,1             | | Futaba           | Fukushima |
| Tomioka          | 富岡           | 250               | | Futaba           | Fukushima |
| Yonomori         | 夜ノ森         | 255,2             | | Futaba           | Fukushima |
| Ōno              | 大野           | 260,1             | | Futaba           | Fukushima |
| Futaba           | 双葉           | 265,9             | | Futaba           | Fukushima |
| Namie            | 浪江           | 270,8             | | Futaba           | Fukushima |
| Momouchi         | 桃内           | 275,7             | | Minamisoma       | Fukushima |
| Odaka            | 小高           | 279,7             | | Minamisoma       | Fukushima |
| Iwaki-Ōta        | 磐城太田       | 284,6             | | Minamisoma       | Fukushima |
| Haranomachi      | 原ノ町         | 289,1             | | Minamisoma       | Fukushima |
| Kashima          | 鹿島           | 296,6             | | Minamisoma       | Fukushima |
| Nittaki          | 日立木         | 303,3             | | Sōma             | Fukushima |
| Sōma             | 相馬           | 309,2             | | Sōma             | Fukushima |
| Komagamine       | 駒ヶ嶺         | 313,6             | | Sōma (Landkreis) | Fukushima |
| Shinchi          | 新地           | 318               | | Sōma (Landkreis) | Fukushima |
| Sakamoto         | 坂元           | 323,4             | | Watari           | Miyagi    |
| Yamashita        | 山下           | 327,9             | | Watari           | Miyagi    |
| Hamayoshida      | 浜吉田         | 331,8             | | Watari           | Miyagi    |
| Watari           | 亘理           | 336,8             | | Watari           | Miyagi    |
| Ōkuma            | 逢隈           | 340               | | Watari           | Miyagi    |
| Iwanuma          | 岩沼           | 345,3             | - JR East: Tōhoku-Hauptlinie | Iwanuma          | Miyagi    |
| Tatekoshi        | 館腰           | 349               | - JR East: Tōhoku-Hauptlinie | Natori           | Miyagi    |
| Natori           | 名取           | 352,5             | - JR East: Tōhoku-Hauptlinie - Sendai Airport Transit: Sendai-Airport-Linie | Natori           | Miyagi    |
| Minami-Sendai    | 南仙台         | 355,2             | - JR East: Tōhoku-Hauptlinie | Sendai           | Miyagi    |
| Taishidō         | 太子堂         | 357,4             | - JR East: Tōhoku-Hauptlinie | Sendai           | Miyagi    |
| Nagamachi        | 長町           | 358,4             | - JR East: Tōhoku-Hauptlinie - U-Bahn Sendai: Namboku-Linie | Sendai           | Miyagi    |
| Sendai           | 仙台           | 362,9             | - JR East: Akita-Shinkansen - JR East: Tōhoku-Shinkansen - JR East: Ishinomaki-Linie - JR East: Senseki-Linie - JR East: Senzan-Linie - JR East: Tōhoku-Hauptlinie - U-Bahn Sendai: Namboku-Linie                                              | Sendai           | Miyagi    |